# انتخابات سراسری بریتانیا (۲۰۱۹)
انتخابات سراسری بریتانیا در سال ۲۰۱۹ تحت قانون انتخابات سراسری پارلمانی زودهنگام مصوب سال ۲۰۱۹ و در تاریخ ۱۲ دسامبر ۲۰۱۹ برگزار شد. این دور از انتخابات تنها دو سال و نیم پس از انتخابات سراسری که در ژوئن ۲۰۱۷ برگزار شد انجام گرفت. این دوره نخستین انتخابات پس از انتخابات ۱۹۲۳ بود که در ماه دسامبر برگزار گردید.

## روش
در انتخابات سراسری بریتانیا هر حوزهٔ انتخابیه می‌تواند از طریق روش نخست‌نفری یک نفر را به عنوان عضو پارلمان انتخاب کرده و به مجلس عوام بفرستد. با این روش دولت به طور غیرمستقیم انتخاب می‌شود. دولت را حزب پیروز یا ائتلاف چند حزب انتخاب می‌کنند. در واقع دولت رأی اعتماد اکثریت نماینده‌های انتخابات در مجلس عوام را در اختیار دارد. با این حال گاهی اوقات احتمال دارد دولت به وسیله احزاب اقلیت انتخاب شود.

### صلاحیت رأی دادن
هر تبعهٔ بریتانیا برای شرکت در این انتخابات باید شرایط ذیل را داشته باشد:
- برای شرکت در انتخابات از پیش ثبت‌نام کرده باشد؛
- حداقل ۱۸ سال داشته باشد؛
- شهروند یکی از کشورهای هم‌سود یا شهروند جمهوری ایرلند (طبق قوانین مربوطه) باشد[۴]؛
- ساکن محلی در پادشاهی متحد باشد[۵]} یا شهروند بریتانیایی باشد که ساکن کشورهای خارجی است اما در طول ۱۵ سال گذشته برای انتخابات ثبت‌نام کرده است؛
  - شهروند ایرلندی که در ایرلند شمالی به دنیا آمده و شهروند بریتانیایی تلقی می‌شوند، خواه خود را بریتانیایی بدانند یا ندانند، می‌توانند به عنوان رأی‌دهندهٔ فرامرزی تلقی شوند[۶]؛
- از لحاظ قانونی از رأی دادن منع نشده باشند (برای مثال محکومان زندانی یا مجانین بستری شده در بیمارستان روانی) یا طبق قانون مجاز به رأی دادن نباشند (مثل نمایندگان مجلس اعیان)[۷][۸]

هر فرد باید تا ۱۲ روز کاری پیش از روز رأی‌گیری در انتخابات ثبت‌نام کند. هر فردی که می‌خواهد به طور ناشناس در انتخابات شرکت کند تا شش روز کاری پیش از انتخابات فرصت ثبت‌نام دارد. افرادی که دو جا سکونت دارند (مثل دانشجویانی که در خانه‌های دانشجویی زندگی می‌کنند و در تعطیلات به منزل خودشان می‌روند) می‌توانند در هر دو حوزه ثبت‌نام کنند اما فقط در یکی از آنها می‌توانند رأی بدهند.

## پیش‌زمینه و کارزارها
از سال ۱۹۲۲ تا کنون احزاب محافظه‌کار و کارگر بریتانیا بزرگترین احزاب بریتانیا بوده‌اند و همهٔ نخست‌وزیران از میان اعضای این دو حزب برگزیده شده‌اند. حزب محافظه‌کار از ۲۰۱۰ تا این انتخابات در رأس قدرت بوده. این حزب در میان سال‌های ۲۰۱۰ تا ۲۰۱۵ با حزب لیبرال دموکرات ائتلاف کرده بود. حزب محافظه‌کار در انتخابات سراسری ۲۰۱۵ تعهد کرد تا یک همه‌پرسی در خصوص خروج پادشاهی متحد بریتانیا از اتحادیه اروپا انجام دهد. این حزب در آن انتخابات اکثریت آرا را به دست آورد. پس از آنکه ۵۱٫۹٪ در مقابل ۴۸٫۱٪ از مردم بریتانیا به خروج از اتحادیه پاسخ مثبت داند، روند خروج از مارس ۲۰۱۷ آغاز شد. در آن هنگام ترزا می که نخست‌وزیر وقت بریتانیا بود یک انتخابات زودهنگام در همان سال برگزار کرد تا پس از پیروزی در آن حمایت لازم برای مذاکرات دولتش با اتحادیه اروپا را به دست آورد. نتیجه این شد که حزب محافظه‌کار توانست اکثریت نسبی را به دست آورد اما نتوانست اکثریت مطلق کرسی‌ها را کسب کند، از این رو مجبور به تشکیل یک دولت اقلیت با همراهی حزب اتحادگرای دموکراتیک گردید. در نهایت نه تنها ترزا می بلکه بوریس جانسون (پیروز انتخابات رهبری حزب محافظه‌کار بریتانیا در ۲۰۱۹) نتوانستند نظر اکثریت اعضای پارلمان را در خصوص شرایط خروج مرضی‌الطرفین با اتحادیه اروپا یا خروج بدون توافق جلب کنند.
تعداد نمایندگانی که در طول دوران کاری پارلمان ۲۰۱۷ حزب خود را ترک کردند بی‌سابقه بود. اکثریت آنها به دلیل اختلاف با رهبران احزاب جدا شدند و برخی از آنها حزب یا ائتلاف جدید تشکیل دادند. در فوریه ۲۰۱۹ هشت نماینده حزب کارگر و سه نماینده حزب محافظه‌کار از احزاب خود استعفا داده و با هم حزبی به نام گروه مستقل تشکیل دادند. با این حال پس از آنکه اختلافات بروز کرد این حزب دچار تقسیم و تغییر نام شد به طوری که در نهایت پنج نماینده تحت نام گروه مستقل برای تغییر به رهبری آنا سوبری رفتند.  دو نماینده به گروهی تحت عنوان مستقلان (که در دوران اوج خود ۵ نماینده داشت) رفتند. یک نماینده هم حزب عدالت اجتماعی بیرکِن‌هد را تشکیل داد. پارلمان ۲۰۱۷ در حالی به پایان خواهد رسید که ۲۰ نماینده که کار خود را با احزاب محافظه‌کار و کارگر شروع کردند در پایان این دوره مستقل شده بودند. در طول این دورهٔ مجلس هفت نماینده از احزاب محافظه‌کار و کارگر به حزب لیبرال دموکرات پیوستند. 

### مواضع احزاب درباره برگزیت
احزاب اصلی مواضع مختلفی در خصوص برگزیت (طرح خروج بریتانیا از اتحادیهٔ اروپا) دارند.
حزب محافظه‌کار از خروج با توافق دفاع می‌کند. جانسون (با افزودن متممی به طرح ترزا می) چنین طرحی ارائه داد. این توافقنامهٔ پیشنهادی بخشی از کارزار حزب یادشده در انتخابات است.
حزب برگزیت طرفدار «خروج بدون توافق» است. نایجل فاراژ رهبر آنها از جانسون خواسته که طرح را کنار بگذارد.
حزب ملی اسکاتلند، پلاید کامری، گروه مستقل برای تغییر و حزب سبز انگلستان و ولز با خروج از اتحادیه اروپا مخالف هستند و پیشنهاد داده‌اند همه‌پرسی مجددی انجام شود. کارزار آنها در این همه‌پرسی مبتنی بر ماندن در اتحادیه خواهد بود. موضع حزب لیبرال دموکرات نیز تقریباً مشابه است با این فرق که در صورت پیروزی این حزب در انتخابات (که از سوی ناظران بسیار غیرمحتمل خواهد بود)، نخست‌وزیر به سرعت اخطار ماده ۵۰ (آگهی خروج یک کشور از اتحادیه اروپا به دیگر اعضا) را پس خواهد گرفت.
موضع حزب کارگر که در همایش ۲۰۱۹ این حزب به تصویب رسید این است که دولت کارگر در خصوص توافقنامهٔ خروج، مذاکرهٔ مجدد خواهد کرد و سپس توافقنامهٔ نهایی را به همه‌پرسی می‌گذارد. سپس موضع حزب کارگر در خصوص همه‌پرسی بعدی در همایش ویژهٔ دیگری تعیین خواهد شد.
هر چند حزب اتحادگرای دموکراتیک با کلیات توافقنامهٔ خروج از اتحادیهٔ اروپا موافقت دارد اما تا به حال با پیشنهادهای مِی و جانسون مخالفت کرده است و بر این باور است که این توافقنامه‌ها باعث جدایی بین ایرلند شمالی و بقیهٔ خاک پادشاهی متحد ایجاد خواهد کرد.
شین فن، حزب سوسیال دموکرات و کارگر (SDLP) و ائتلاف، همگی طرفدار ماندن در اتحادیه هستند. حزب اتحادگرای اولستر (UUP) ماندن در اتحادیه را از قبول طرح جانسون بهتر می‌داند.

## احزاب و نامزدهای رقیب
در انتخابات‌های بریتانیا بسیاری از نامزدها، نمایندگانِ احزاب سیاسی هستند و باید نامشان توسط دفتر ثبت کمیسیون الکتروال احزاب ثبت شود. نامزدهایی که به هیچ حزبی وابستگی ندارند می‌توانند از برچسب «مستقل» استفاده نمایند و یا از هیچ برچسبی استفاده نکنند. در انتخابات سراسری ۲۰۱۷ نمایندگانی از ۷۱ حزب در انتخابات شرکت کردند و ۴۶۲ نفر نیز به صورت مستقل به رقابت وارد شدند. پس از جدایی‌هایی که در احزاب موجود در پارلمان پنجاه و هفتم ایجاد شد، چندین نماینده نیز به عنوان مستقل در انتخابات شرکت کردند.

### بریتانیای کبیر
نام احزاب اصلی که در این انتخابات در سرزمین بریتانیای کبیر شرکت کردند به همراه نتایجی که در انتخابات ۲۰۱۷ به دست آورده بودند به ترتیب تعداد کرسی‌هایی که نصیبشان شد در جدول زیر آورده شده است.
| حزب | حزب                    | رهبر                       | تاریخ انتخاب رهبر             | حوزه انتخابیه     | آخرین انتخابات | آخرین انتخابات | شمار کرسی‌ها هنگام انحلال پارلمان | حوزه رقابت                                                                        |
| حزب | حزب                    | رهبر                       | تاریخ انتخاب رهبر             | حوزه انتخابیه     | ٪ آرا          | کرسی           | شمار کرسی‌ها هنگام انحلال پارلمان | حوزه رقابت                                                                        |
| --- | ---------------------- | -------------------------- | ----------------------------- | ----------------- | -------------- | -------------- | -------------------------------- | --------------------------------------------------------------------------------- |
|     | حزب محافظه‌کار          | بوریس جانسون               | ژوئیه ۲۰۱۹                    | آکسبریج و رویزلیپ | ٪۴۲٫۴          | ۳۱۷            | ۲۹۸                              | پادشاهی متحد بریتانیا                                                             |
|     | حزب کارگر              | جرمی کوربین                | سپتامبر ۲۰۱۵                  | ایزلینگتون شمالی  | ٪۴۰٫۰          | ۲۶۲            | ۲۴۴                              | انگلستان، ولز و اسکاتلند                                                          |
|     | حزب ملی اسکاتلند       | نیکولا استورجن             | نوامبر ۲۰۱۴                   | شرکت نمی‌کند       | ٪۳٫۰           | ۳۵             | ۳۵                               | اسکاتلند                                                                          |
|     | حزب لیبرال دموکرات     | جو سوینسون                 | ژوئیه ۲۰۱۹                    | دانبارتونشر شرقی  | ٪۷٫۴           | ۱۲             | ۲۱                               | انگلستان، ولز و اسکاتلند                                                          |
|     | پلاید کامری            | آدام پرایس                 | سپتامبر ۲۰۱۸                  | شرکت نمی‌کند       | ٪۰٫۵           | ۴              | ۴                                | ولز                                                                               |
|     | حزب سبز انگلستان و ولز | - جاناتان بارتلی - شان بری | - سپتامبر ۲۰۱۸ - سپتامبر ۲۰۱۸ | شرکت نمی‌کند       | ٪۱٫۶           | ۱              | ۱                                | انگلستان و ولز                                                                    |
|     | گروه مستقل برای تغییر  | آنا سوبری                  | ژوئن ۲۰۱۹                     | بروکستو           | حزب جدید       | حزب جدید       | ۵                                | انگلستان                                                                          |
|     | حزب برگزیت             | نایجل فراژ                 | مارس ۲۰۱۹                     | شرکت نمی‌کند       | حزب جدید       | حزب جدید       | ۰                                | آندسته از کرسی‌هایی که در انگلستان، اسکاتلند و ولز توسط حزب محافظه‌کار تصاحب نشدند. |

## نظرسنجی‌ها
نمودار زیر نتایج نظرسنجی‌هایی که بیشتر در بریتانیای کبیر انجام شده‌اند را نشان می‌دهد. بازه‌ی زمانی این نظرسنجی از ابتدای ۲۰۱۷ تا کنون است. وضعیت هر خط در هر نقطه نشان‌دهندهٔ نتایج ۱۵ نظرسنجی اخیر است.

نظرسنجی انتخاباتی بریتانیای کبیر؛ خطوط هر ۲۸ روز یک بار حرکت می‌کنند.
محافظه‌کار
کارگر
لیبرال دموکرات
حزب برگزیت
حزب ملی اسکاتلند و پلاید کامری
سبزها
حزب مستقل برای تغییر
حزب استقلال پادشاهی متحد